# Juan de Nikiû

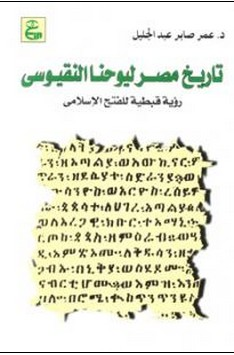
Historia de Egipto, por Juan de Nikiû.

Juan de Nikiû fue un obispo egipcio, copto, de la localidad de Nikiû/Pashati, en el Delta del Nilo, al que se nombró administrador general de los monasterios del Alto Egipto en el año 696. Escribió una crónica que se extiende desde Adán hasta la conquista musulmana de Egipto e incluye detalles históricos importantes no conocidos por otra fuente. 
Según el obispo de Al-Ashmunyn (Heliópolis) Severo, Juan de Nikiû vivió en la época de los patriarcas Juan de Semnûd, Isaac y Simeón. Juan castigó con tanto rigor a un monje que había cometido una falta que el hombre murió diez días después, por lo que el patriarca Simeón decidió retirar al estricto obispo de su cargo. 
La Crónica de Juan de Nikiû se escribió originalmente en griego, salvo algunos de los capítulos sobre Egipto, que tal vez se escribieron en copto, a juzgar por la morfología de los nombres. La única versión de la obra que ha sobrevivido es una traducción al etíope realizada en 1602 a partir de una traducción previa al árabe del texto original. En el texto hay varias lagunas, fruto de omisiones accidentales desafortunadas. Concretamente, el pasaje que cubría treinta años, de 610 a 640, se ha perdido por completo. 
La Crónica merece especial atención por los pasajes que cubren los primeros años del siglo séptimo. Juan trata en detalle la revuelta de los ejércitos tracios en el año 602 y el derrocamiento del emperador Mauricio por el usurpador Focas. Gracias a su relato, conocemos mejor el reinado de Focas y, sobre todo, la revuelta contra él que inició, con éxito, Heraclio en Cartago. Por desgracia, se ha perdido la sección que cubría las guerras persas llevadas a cabo por Heraclio.
Puede que la sección más importante de la Crónica de Juan sea la que trata sobre la invasión y conquista de Egipto por las tropas musulmanas de Amr ibn al-As. Aunque el autor no fue probablemente testigo ocular, pertenecía seguramente a la generación inmediatamente posterior a la conquista y su relato es el testimonio más cercano a los hechos. Juan describe los sucesos más notables de la campaña de Amr, como la toma de la fortaleza romana de Babilonia y la captura de Alejandría. Aunque sus detalles están llenos de vida, su cronología resulta a veces confusa. 
Juan reconoce como un punto a favor de los musulmanes que no destruyeron los lugares santos de los cristianos, pero da fe también de las numerosas atrocidades que cometieron contra los egipcios y de los impuestos desproporcionados que impusieron a la población nativa. En algunos casos, los tributos eran tan abusivos que las familias se veían forzadas a vender a sus hijos como esclavos para poder pagarlos. Juan no deja de constatar tampoco, con irritación, que numerosos egipcios abandonaron el cristianismo y adoptaron el islam. 
Juan escribe desde un punto de vista monofisita, que contradice el dogma establecido en el Concilio de Calcedonia en el año 451. Para él, la invasión de su patria es un castigo divino a la herejía calcedonia que aquejaba al Imperio Romano. Al final de su Crónica, describe la desesperanza de los alejandrinos conquistados con estas palabras: "Nadie podría contar el luto y la lamentación que tuvo lugar en la ciudad... Y no tenían a nadie que les ayudara, y Dios destruyó sus esperanzas y puso a los cristianos en manos de sus enemigos". 
Otro de los pasajes más estudiados de la Crónica es la versión que da el autor de la muerte de la filósofa Hipatia. Según este autor, Hipatia era una bruja que ejercía una influencia nefasta sobre el prefecto Orestes y cuyos hechizos ponían en peligro a la ciudad de Alejandría, por lo que algunos fieles se vieron obligados a darle muerte.